# Калима, Эйно
Э́йно А́рмас Ка́лима (фин. Eino Armas Kalima; 19 апреля 1882, Сяминге, Великое княжество Финляндское — 14 февраля 1972, Хельсинки, Финляндия) — финский режиссёр, руководитель Финского национального театра.

## Биография
Родился 19 апреля 1882 года в Сяминге, в Великом княжестве Финляндском в семье Хуго Ландрена (швед. Hugo Landgren), позднее сменившего фамилию на Калима. Его брат — Яло Калима стал известным лингвистом.
С 1904 по 1907 года Эйно обучался в Москве, а с 1908 по 1909 годы — в Санкт-Петербурге, в связи с чем хорошо знал русский театр и драматическую литературу. После обучения работал некоторое время в области литературы и театральной критики. Революция помешала ему продолжить свою деятельность в России.
С обретением Финляндией независимости, с 1917 по 1950 год Эйно возглавлял в качестве директора Финский национальный театр. Особую известность получили художественные переводы и постановки Калима, особенно Чехова — «Вишневый сад» (1960) и «Дядя Ваня» (1960). Кроме того, он известен оригинальным переводом «Анны Карениной» Льва Толстого.

## Память
Именем Калима названа финская театральная премия — Eino Kalima -palkinto, вручаемая по решению специального жюри каждые три года театральным критикам и другим деятелям театрального искусства Финляндии.